# Aeroporto di Asiago
L'Aeroporto di Asiago (IATA: nessuno, ICAO: LIDA) è un aeroporto italiano situato sull'Altopiano dei Sette Comuni, in provincia di Vicenza.
È l'unico aeroporto civile in Italia sopra i 1000 metri di quota.

## Localizzazione
È situato circa 1 km a nord dal centro della città di Asiago, in direzione di contrada Podestà, una delle contrade che ne compongono il territorio comunale. Si trova a 1.041 m s.l.m..
La struttura, intitolata alla memoria del roanese Romeo Sartori, pilota Medaglia di bronzo al valor militare durante la prima guerra mondiale e successivamente istruttore nella Regia Aeronautica, è dotata di due piste, una in asfalto lunga 1 120 m e larga 23 m (direzione 26 (255°)), la seconda con fondo in erba lunga 1 100 m e larga 90 m. Entrambe le piste hanno orientamento 08/26. L'aeroporto è gestito da Aeroporto di Asiago s.p.a. ed effettua attività secondo le regole e gli orari VFR.
Sull'aeroporto sono istituiti due circuiti di traffico, a seconda della tipologia di velivolo: uno a Nord, destinato ai velivoli a motore, ed uno a Sud, destinato agli alianti. Le piste vengono normalmente utilizzate con orientamento 26 per il decollo e 08 per l'atterraggio; quella in macadam per gli aeromobili a motore e quella con fondo erboso per gli alianti.

## Storia
Dal 6 giugno al 12 dicembre 1915 l'aeroporto fu sede della 12ª Squadriglia da ricognizione e combattimento. 
Alla fine dell'aprile 1916 è presente anche un distaccamento della 46ª Squadriglia con una Sezione Farman ed una Caudron fino al 20 maggio successivo.
In seguito si decise di dedicarne la memoria a Romeo Sartori, nato nella frazione di Canove di Roana il 16 maggio 1897. Durante la Grande Guerra il pilota fu insignito della medaglia d'argento al Valore Militare.
L'Altopiano di Asiago è, da sempre, considerato un luogo ottimale per il volo a vela, tanto che proprio sopra i cieli di Asiago si effettuarono i primi voli senza motore in Italia: nel 1924 venne battuto il 1° record nazionale di durata con aeroplano privo di motore.
Durante la seconda guerra mondiale la pista d'atterraggio venne distrutta dai reparti nazifascisti per evitare l'atterraggio di aerei alleati, che rifornivano la resistenza locale, piuttosto radicata sull'altopiano vicentino.
Il 23 maggio 2016, per la prima volta, vi è atterrato un Falcon 900 dell'Aeronautica Militare Italiana  con a bordo il Presidente della repubblica Sergio Mattarella che si è recato in vista ad Asiago e sul Monte Ortigara nell'ambito del 100º anniversario della Grande Guerra.

### Proprietà
Il 18 maggio 2000, con l'intento di rilanciare l'aeroporto, venne costituita l'azienda Aeroporto di Asiago spa, che era composta da: 
- Comune di Asiago
- Comune di Roana
- Comune di Gallio
- Unione montana Spettabile Reggenza dei Sette Comuni
- Camera di commercio industria artigianato agricoltura di Vicenza

Nel 2011 entrò nella società anche la Federazione Italiana Volo a Vela dopo l'acquisizione del 4% delle quote. L'obiettivo era l'apertura ad Asiago di una sede permanente del Centro tecnico federale. Sempre nello stesso anno, l'Enac stanziò fondi per la sistemazione delle piste e del piazzale e per la realizzazione di un nuovo hangar.
La nuova gestione della Aeroporto di Asiago S.p.A. subentrata nel 2014 ha riqualificato e ulteriormente rilanciato la struttura.

## Frequenze radio
Le frequenze radio per contattare l'aeroporto sono le seguenti:
- 122,60 MHz

## Piste
Di seguito sono riportati i dati sulle due piste d'atterraggio attualmente disponibili:

### Pista 1
Dimensioni
1120 × 23 m
Orientamento
08/26 (pista 08 solo atterraggio - pista 26 solo decollo)
Fondo pista
Asfaltato
Resistenza
1,2 t SIWL
TORA
RWY 26 – 1120 m
LDA
RWY 08 - 1050 m

### Pista 2
Dimensioni
1100 × 90 m
Orientamento
08/26 (pista 08 solo atterraggio - pista 26 solo decollo)
Fondo pista
Erboso
Resistenza
1,2 t SIWL
TORA
RWY 26 – 1120 m
LDA
RWY 08 - 1050 m